# Kemankeş Kara Mustafa Pascha
Kemankeş Kara Mustafa Pascha (geboren um 1592 in Avlonya; gestorben am 31. Januar 1644 in Konstantinopel) war ein osmanischer Offizier und Staatsmann. Er war als Kapudan Pascha Oberbefehlshaber der osmanischen Marine und Großwesir.

## Leben
Mustafa Pascha wurde 1592 in Avlonya (heute Vlora in Albanien) geboren. Mit der Knabenlese kam er nach Konstantinopel und wurde Soldat bei den Janitscharen. Dort stieg er aufgrund seiner Fähigkeiten schnell auf. Das Epitheton Kemankeş (Osmanisch für Bogenschütze) erhielt er wegen seiner Fähigkeiten als Bogenschütze.
Als Sekbanbaşı war er Kommandeur der Sekban-Einheit und Stellvertreter des Kommandierenden der Janitscharen. In dieser Funktion nahm er im Jahr 1634 an den Vorbereitungen des Osmanisch-Polnischen Krieges teil und wurde im folgenden Jahr Kommandeur der Janitscharen (türkisch Yeniçeri Ağası). Am 17. Oktober 1635 beförderte ihn der Sultan zum Kapudan Pascha (Großadmiral der Marine). Dennoch nahm er an der Eroberung Bagdads im Landesinneren des persischen Reiches im Jahr 1638 teil. Am 24. Dezember 1638 wurde Kemankeş Mustafa nach dem Tod des Großwesirs Tayyar Mehmet Pascha während der Belagerung Bagdads von Sultan Murad IV. zum Großwesir ernannt und damit nach dem Sultan mächtigste Person im Osmanischen Reich.
Bagdad wurde am nächsten Tag eingenommen und Kemankeş Mustafa vertrat den Sultan bei den Friedensverhandlungen. Im Vertrag von Qasr-e Schirin vom 17. Mai 1639 wurden die Grenzen zwischen dem heutigen Iran, dem Irak und der Türkei gezogen. Zu den ersten Aufgaben von Mustafa Pascha gehörte die Wiederherstellung der Verteidigungsfähigkeit der Provinz, die die Osmanen den persischen Safawiden entrissen hatten.
Murad IV. starb am 9. Februar 1640. Kemankeş Kara Mustafa Pascha blieb auch während der Herrschaft von Sultan İbrahim Großwesir. İbrahim galt als schwacher Herrscher und so war es vor allem Kemankeş Mustafa, der das Reich beherrschte. Er beendete mehrere Aufstände, glich den Haushalt aus, förderte Handel und Wirtschaft und kürzte Einkünfte aus Ansprüchen ohne Leistung.
Kemankeş Kara Mustafa Pascha ging allerdings auch sehr kompromisslos gegen Kritiker und Widersacher vor, unterdrückte und tötete auch Nebenbuhler, die ihm sein Amt streitig hätten machen können. Mit seinem brutalen Auftreten machte er sich innerhalb des Palastes viele Feinde. Seine bedeutendsten Gegner waren die Valide Sultan (Sultansmutter), der Vertraute des Sultans Cinci Hoca und der Wesir Sultanzade Mehmed Pascha. Sie begannen gegen Kemankeş Mustafa zu intrigieren. Der Versuch, die Pfortentruppen gegen seine Feinde zu mobilisieren, schlug fehl.
Man verleumdete ihn beim Sultan, der ihn am 31. Januar 1644 umgehend entließ. Auf dem Weg zum Palast wurde Kemankeş Kara Mustafa Pascha erdrosselt.
Im Jahr 1642 wandelte Mustafa Pascha die römisch-katholische Kirche Santa Maria di Constantinopoli in Konstantinopel in die Odalar-Moschee um.